# Théâtre royal de Thessalonique
Le Théâtre royal de Thessalonique (grec moderne : Βασιλικό Θέατρο Θεσσαλονίκης) est le siège du Théâtre d'État de Grèce du Nord, ainsi que l'une des scènes de théâtre d'hiver de l'institution. Il est situé au numéro 2 de l'avenue du 30 octobre et possède une capacité de 683 places.

## Histoire

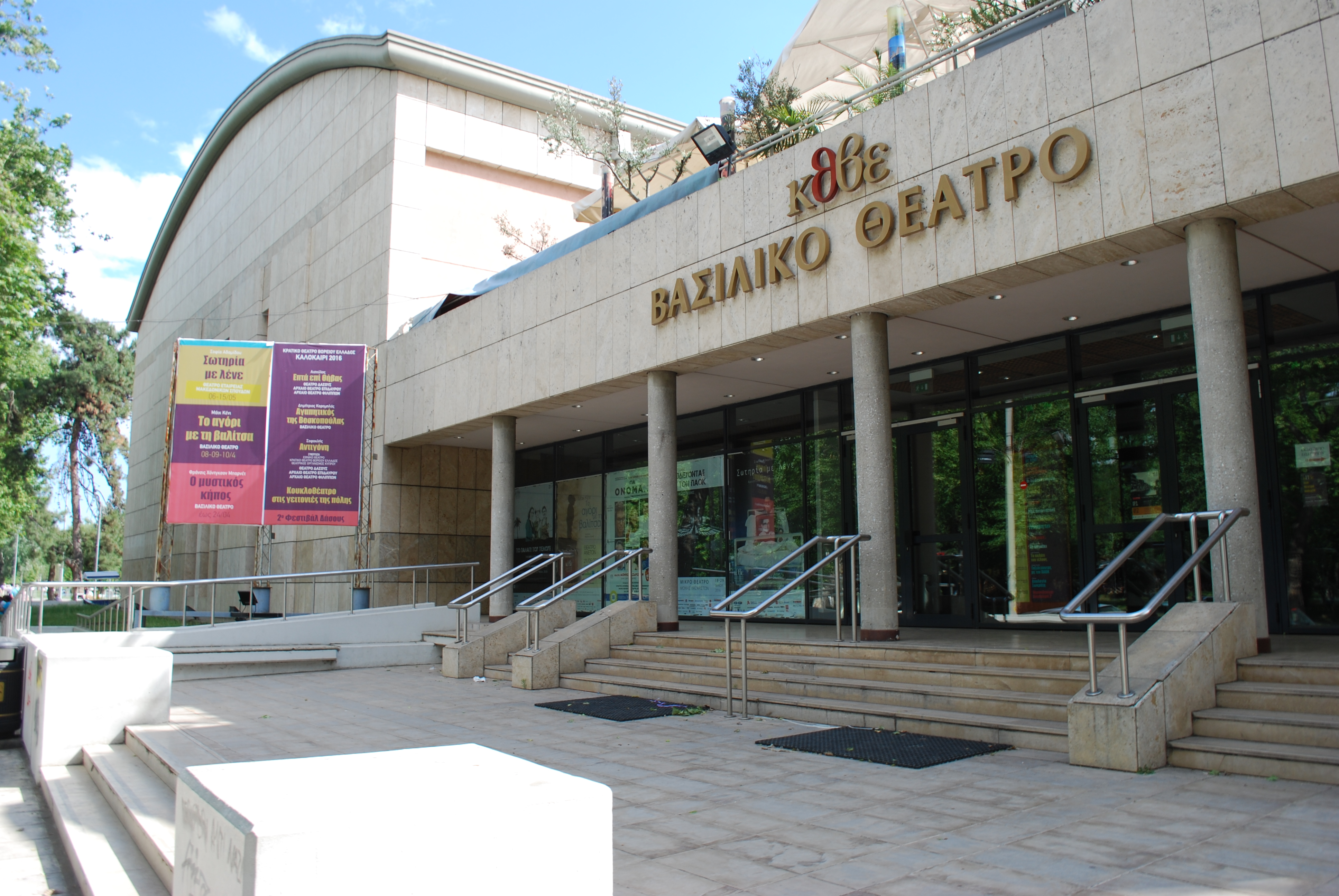
Vue de l'extérieur du théâtre.

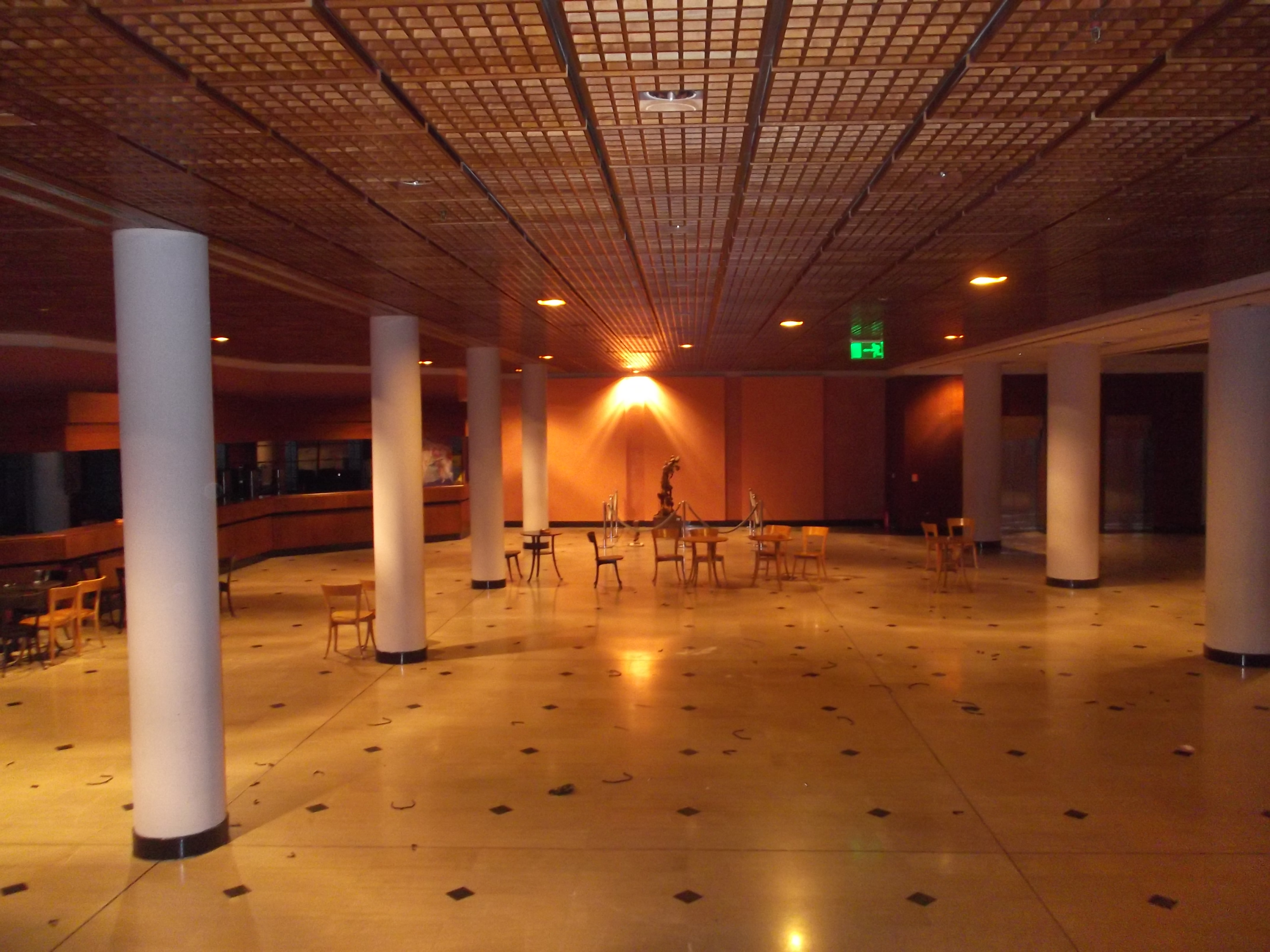
Vue de l'intérieur du théâtre.

Construit en 1940 par l'architecte et urbaniste Konstantínos Doxiádis, il est initialement destiné à servir de scène d'été au Théâtre national dans la ville de Thessalonique, mais il est rapidement décidé d'en faire une scène d'hiver.
En juillet 1940, le théâtre est inauguré avec la représentation de la pièce de William Shakespeare, Richard III, avec dans le rôle principal Aléxis Minotís. Au cours de la période de l'Occupation, il accueille initialement diverses manifestations culturelles organisées par les autorités allemandes puis, à partir de 1943, il devient le siège du Théâtre d'État de Thessalonique.
Au cours de la période entre 1961 et 1962, il devient pendant une courte période le premier siège du Théâtre d'État de Grèce du Nord, qui est transféré par la suite au sein du théâtre de la Société d'études macédoniennes, le Théâtre royal étant considéré comme inadapté en raison de dommages subis. Au cours des années suivantes, il est utilisé comme lieu de répétition et de stockage de matériel et est progressivement abandonné. En 1986, à l'occasion de la deuxième Biennale des jeunes artistes des pays européens de la Méditerranée, des travaux de conservation sont effectués et le bâtiment devient par la suite l'une des scènes du Théâtre d'État de Grèce du Nord. En 1996, commence la construction d'un nouveau bâtiment, inauguré en 2000.
Ce nouveau bâtiment constitue le siège permanent du Théâtre royal, avec une scène polyvalente (adaptée aux spectacles, concerts, cinéma, etc.), un hall d'accueil, un foyer, ainsi que différentes salles utilisées pour divers événements tels que des expositions, des conférences, des cours, etc.